# Carl Otto Nicolai
Carl Otto Ehrenfried Nicolai (Königsberg, 9 de junho de 1810 — Berlim, 11 de maio de 1849) foi um compositor e maestro alemão, fundador da Filarmônica de Viena e é famoso, sobretudo, pela sua ópera Die Lustigen Weiber von Windsor.

## Vida
Carl Nicolai teve suas primeiras lições de música com seu pai, o maestro Carl Ernst Daniel Nicolai, até os 17 anos. Após ter a educação dentro de sua casa, ele se mudou para Berlim para continuar seus estudos.
Concluiu com êxito seus estudos no Institut für Königluchen, sendo supervisionado por Carl Friedrich Zelter e Bernhard Klein entre 1827 e 1830. Após isso ele foi nomeado Organista na Capela Prussiana em Roma.
Em 1837 ele se tornou maestro na Capela Corandin Kreutzer Kärntnertortheater em Viena. No ano seguinte ele retornou para Roma e começou a compor ópera. Em 1841 Nicolai voltou para Viena, e começou uma série de Concertos Filarmônicos, fundando, mais tarde, a Filarmônica de Viena.
O sucesso de uma Missa dedicada ao Rei da Prússia, Frederico Guilherme IV, escrita em 1843 e uma abertura, Eine feste Burg, pelos 200 anos da Universidade de Königsberg fizeram ele ir, definitivamente para Berlim onde se tornou diretor do coro da catedral e mestre da capela da Ópera Estatal de Berlim, em 1847.
Carl Nicolai compôs, além de óperas, numerosas obras sacras para coral e lieders. Entre suas obras, destaca-se a sua obra prima Die Lustigen Weiber von Windsor,  (em português: O Feliz Divórcio de Windsor), com um libretto composto pelo dramaturgo alemão Salomon Hermann Mosenthal, baseado na obra The Merry Wives of Windsor (As Alegres Comadres de Windsor) de William Shakespeare e representada pela primeira vez no dia 9 de março de 1849 em Berlim.
Carl Nicolai faleceu oito semanas após a estreia de sua obra mais aclamada, por causa de um acidente vascular cerebral.

## Óperas
- La figlia abbandonata (1837)
- Enrico Secondo (1839)
- Il Templario (1840)
- GIldippe ed Odoardo (1840)
- Il Proscritto (1841)
- Die Lustigen Weiber von Windsor (1849)

## Sinfonia

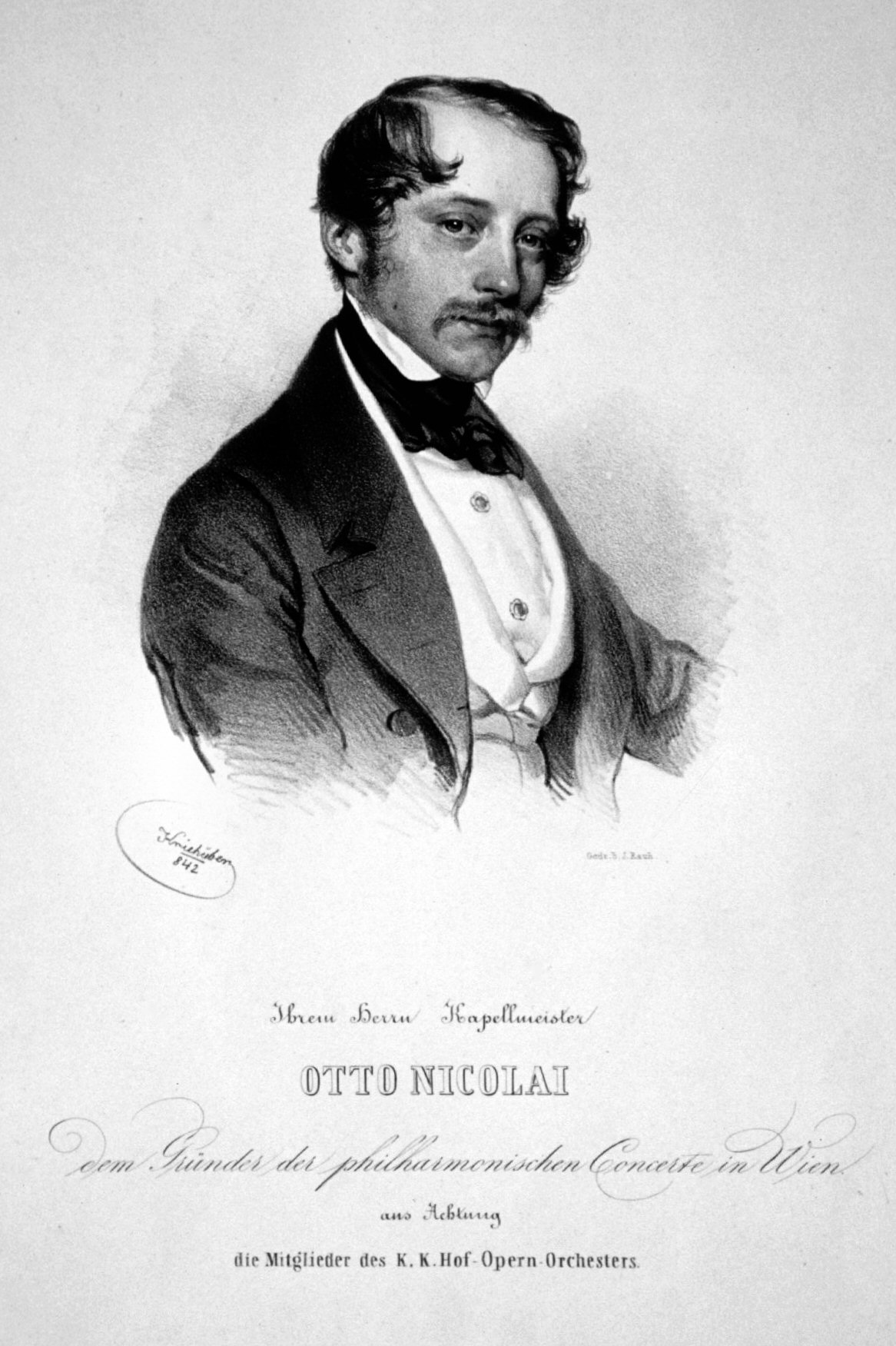
Otto Nicolai, por Josef Kriehuber, 1842

- Sinfonia in D-Dur

## Missa
- Missa em D (1835)

## Coro
- Te Deum (1832)
- Psalmus 54 (1834)
- Hymnus „Benedicta et venerabilis es virgo Maria“ (1834)
- Pater noster op. 33 (1836)
- Assumpta est Maria op. 38 (1846)
- Der 13. Psalm (1846)
- Der 100. Psalm (1848)
- Der 84. Psalm (1848)
- Der 97. Psalm Der Herr ist König (1848)
- Der 31. Psalm Herr, auf dich traue ich (1849)

## Lieder
- Wenn sanft des Abends, op. 2a
- Der Schäfer im Mai / Männersinn, op. 3
- Abschied, op. 13
- Auf ewig dein, op. 14
- Wie der Tag mir schleicht / Die Schwalbe, op. 15
- Lebewohl / An die Entfernte / Randino / Das treue Mädchen, op. 16
- Schlafendes Herzenssöhnchen, op. 19
- Rastlose Liebe, op. 23
- Die Träne, op. 30
- Die Beruhigung / Der getreue Bub / Stürm, stürm, du Winterwind, op. 34
- Der Kuckuck / Flohjammer / Du bist zu klein, mein Hänselein, op. 35
- Herbstlied, op. 37